# Gabinete Dufaure IV
O Gabinete Dufaure IV foi o ministério formado por Jules Dufaure em 09 de março de 1876 e dissolvido em 03 de dezembro do mesmo ano. Foi o 8º gabinete da Terceira República Francesa, sendo antecedido pelo Gabinete Dufaure III e sucedido pelo Gabinete Simon.

## Contexto
Após uma reformulação em seu gabinete anterior, Jules Dufaure inaugurou o cargo de Presidente do Conselho de Ministros de forma oficial. Ao mesmo tempo, foi obrigado a compor governo com a Esquerda Republicana, o que o leva a apresentar sua renúncia ao Presidente da República, Patrice de Mac-Mahon, em dezembro de 1876, sendo substituído por Jules Simon.

## Composição
- Presidente da República: Patrice de Mac-Mahon
- Presidente do Conselho de Ministros: Jules Dufaure
- Ministro dos Estrangeiros: Louis Decazes
- Ministro da Justiça e dos Cultos: Jules Dufaure
- Ministro do Interior: Amable Ricard; Émile de Marcère
- Ministro da Guerra: Ernest Courtot de Cissey; Jean-Auguste Berthaut
- Ministro das Finanças: Léon Say
- Ministro da Marinha e das Colônias: Martin Fourichon
- Ministro da Instrução Pública e Belas Artes: William Waddington
- Ministro das Obras Públicas: Albert Christophle
- Ministro da Agricultura e do Comércio: Pierre Teisserenc de Bort

## Realizações
- Adoção de esboços do “Plano Freycinet”, um programa de obras públicas voltado para a construção de ferrovias, canais e instalações portuárias.[2]